# 方桥门
方桥门，又称方桥小城门，位于中国浙江省宁波市鄞州区瞻岐镇方桥村山墩，与大嵩城墙遗址相连，现存建筑重建于清道光年间，城门连边墙长11.81米，高3.87米，门宽1.89米，墙厚2.36米，以不规则的粗石垒筑，城门以方形条石砌成拱券门，上有青石门额，2005年4月公布为鄞州区文物保护单位，原包含在大嵩城遗址内:427，2017年将除方桥门外的大嵩城墙及周边的烽火台公布为浙江省文物保护单位大嵩所城遗址。